# Museo della cantieristica e della marina
Il Museo della cantieristica e della marina (in ucraino Миколаївський музей суднобудування і флоту?, Mykolaïvs'kyj muzej sudnobuduvannja i flotu; in russo Музей судостроения и флота?, Muzej sudostroennja i flota) è l'unico museo della costruzione navale in Ucraina e si trova a Mykolaïv, nella omonima Oblast'.

## Storia

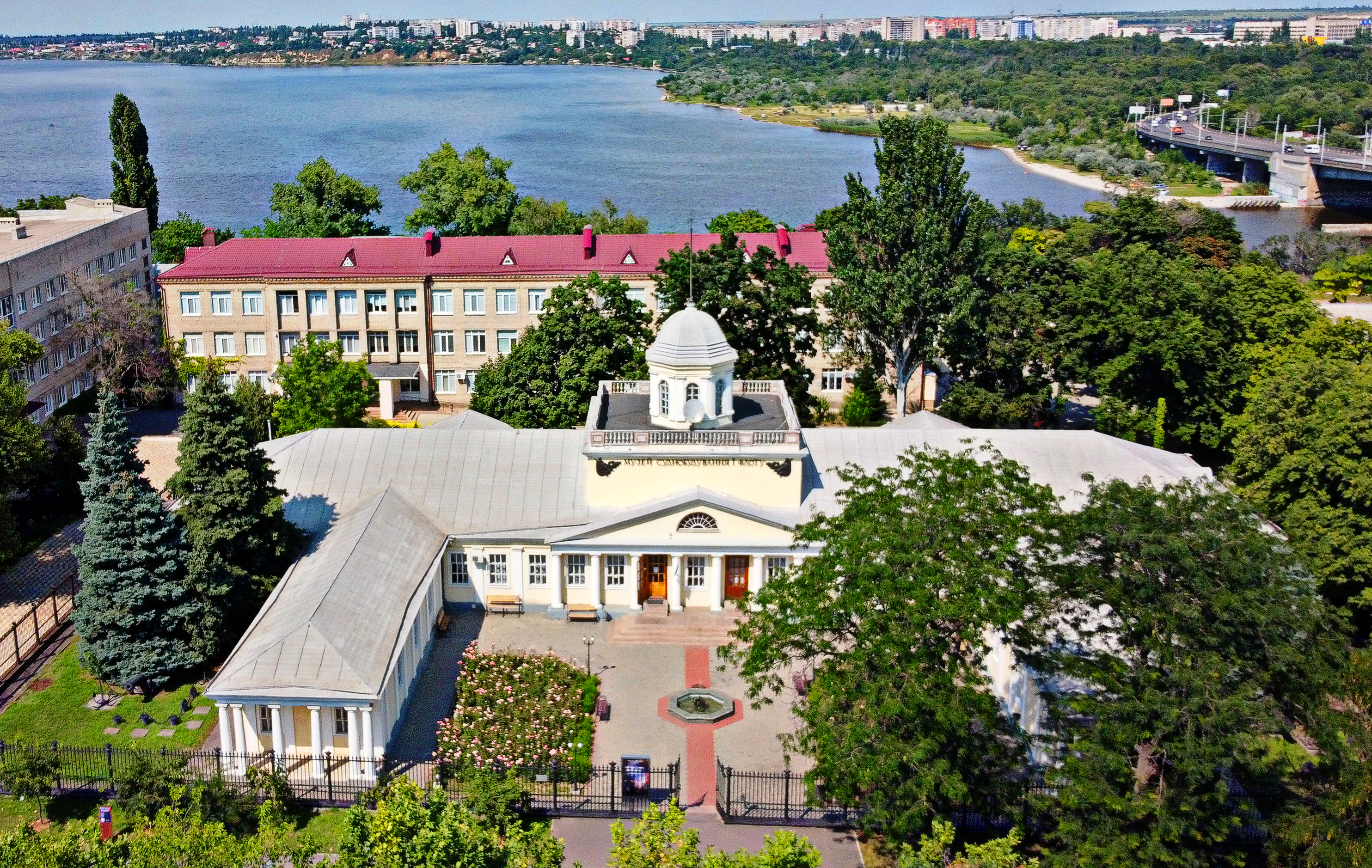
Vista panoramica del museo e del Bug Orientale sullo sfondo

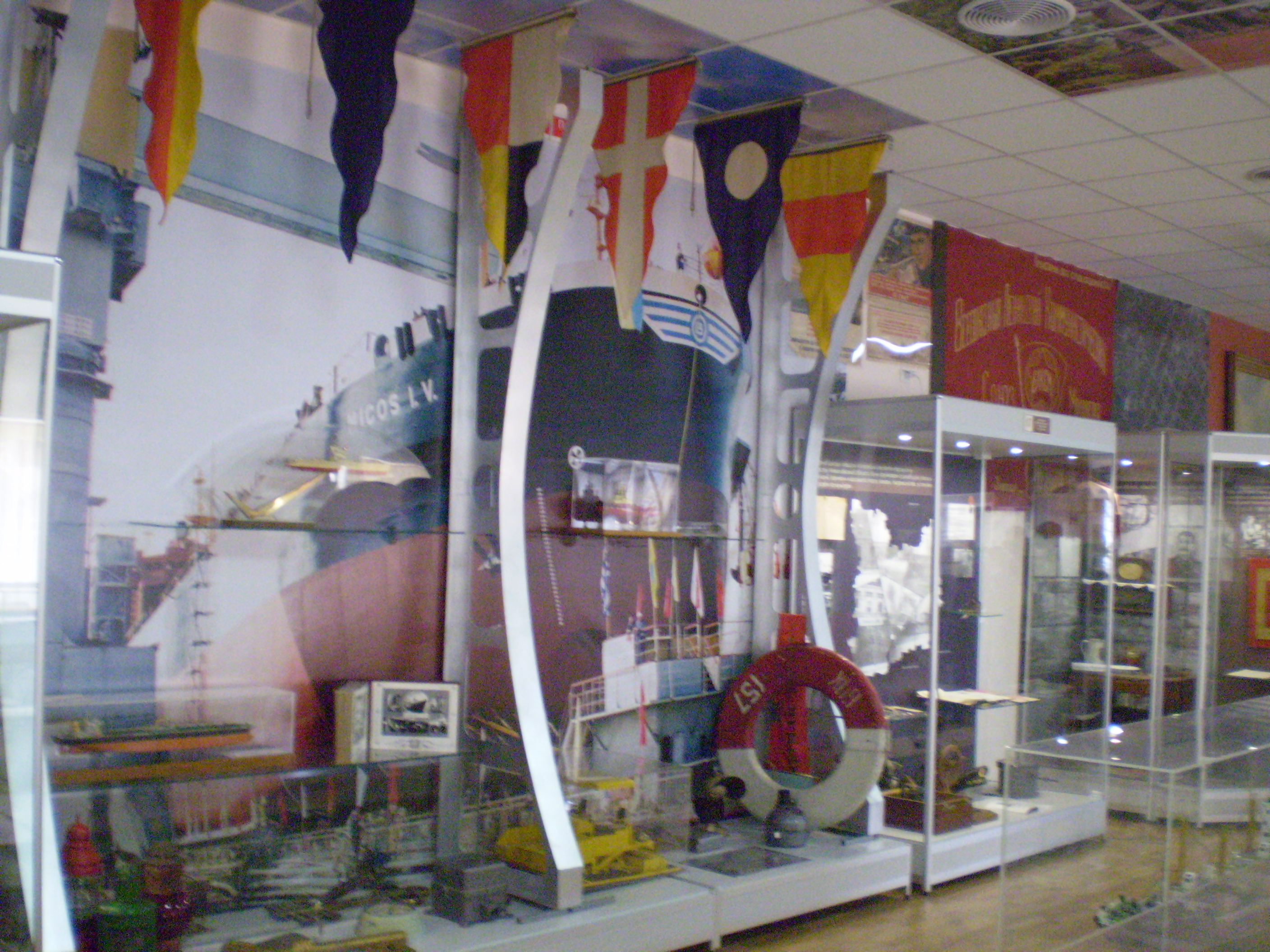
Sala espositiva nel 2013

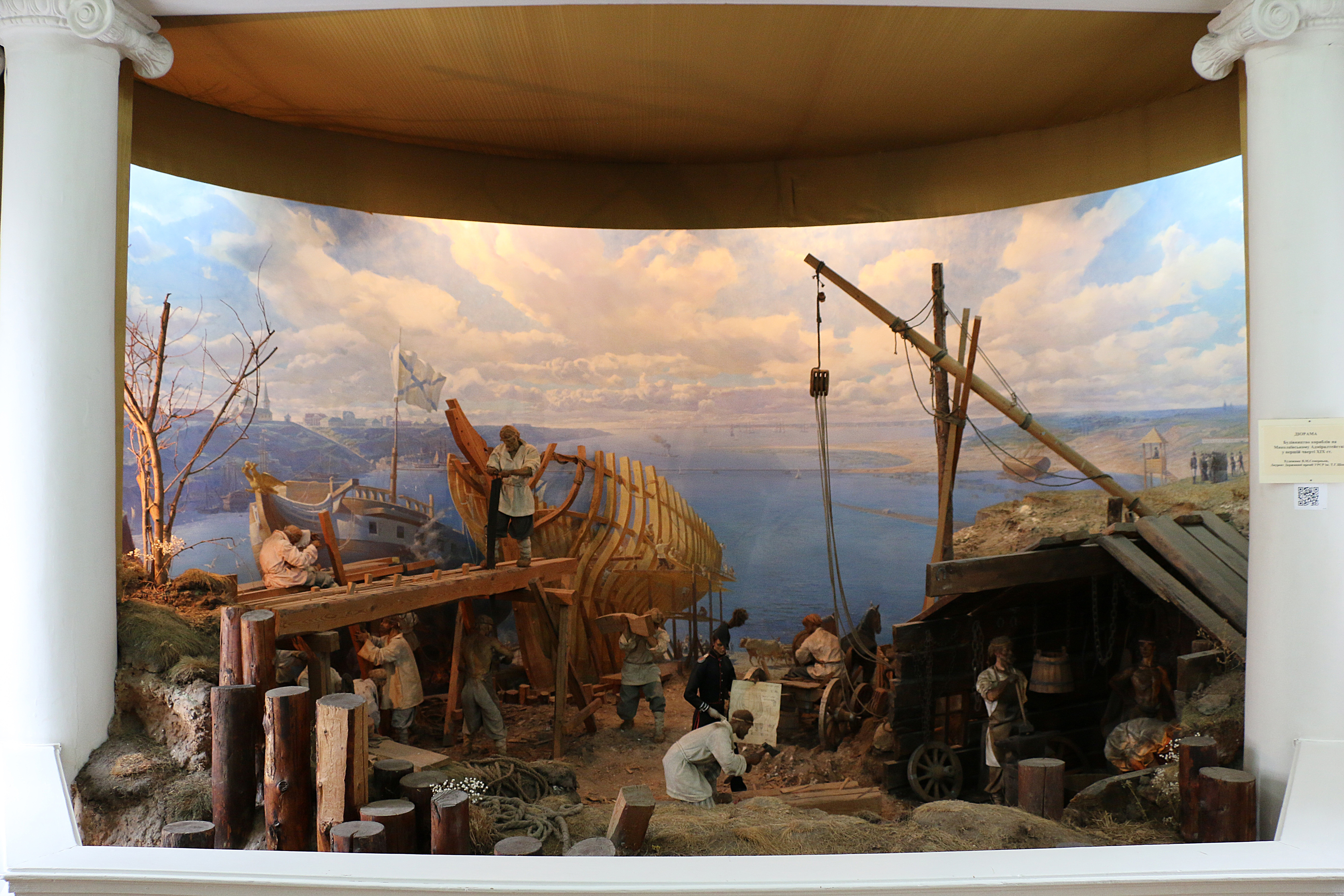
Diorama sul temaCostruire le navi sull'ammiragliato di Mykolaiv nel primo quarto del XIX secolo

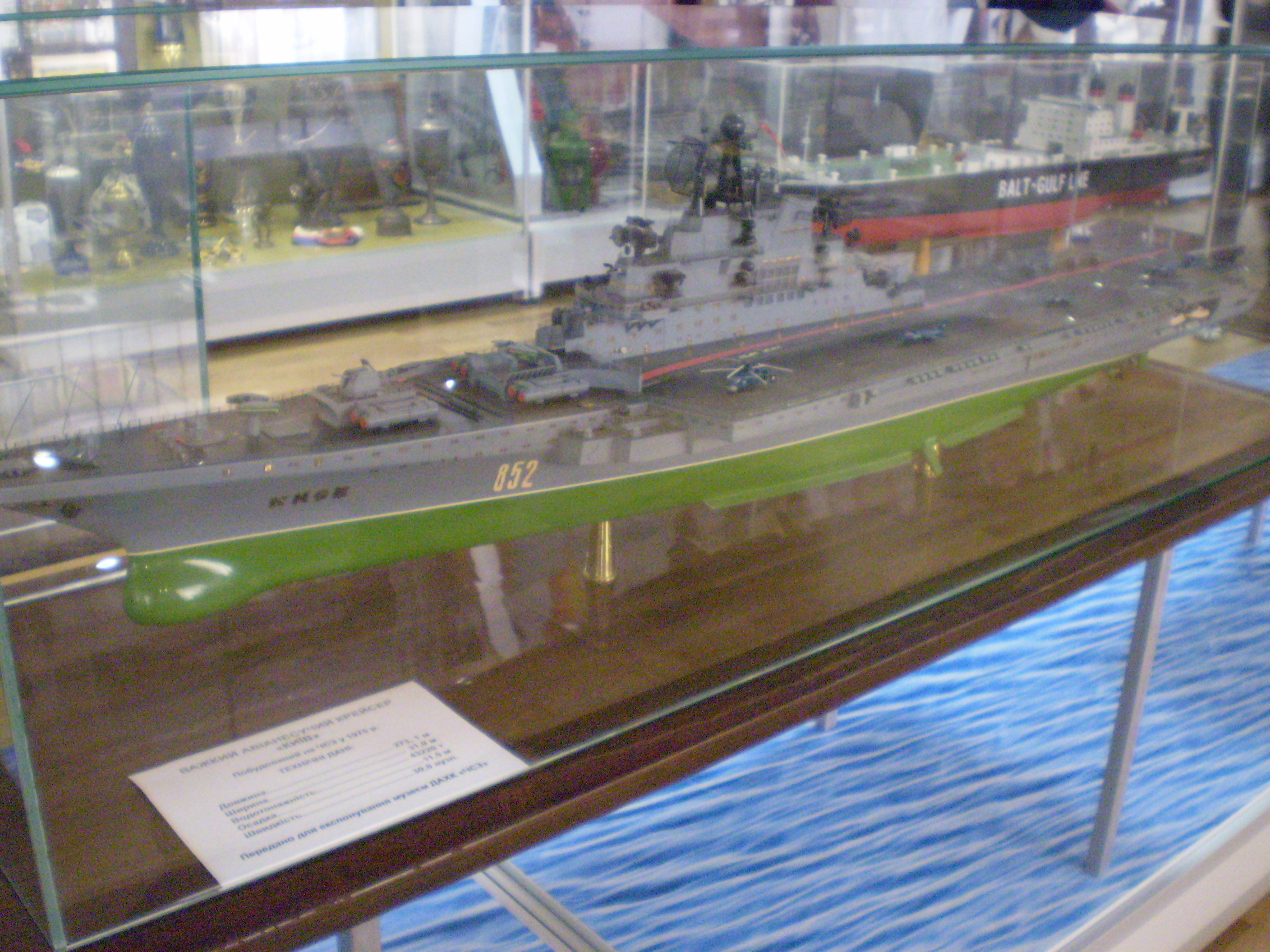
Modello della portaerei pesante Kyiv costruita nei cantieri navali del Mar Nero di Mykolaïv nel 1975

La sede del museo è un edificio di valore storico ed artistico che risale alla fine del XIX secolo costruito dall'architetto P. Neelov in stile neoclassico. Tra il 1794 e il 1900, l'edificio servì come residenza e ufficio dei comandanti in capo della flotta del Mar Nero e vi soggiornarono gli ammiragli più noti del periodo. Dopo la Rivoluzione d'ottobre divenne alloggio per gli insegnanti del Commissariato del popolo, poi fu orfanotrofio, scuola di artigianato e collegio. Dal 1978 è stato ufficialmente destinato ad ospitare reperti e materiali relativi alla storia della marineria e della cantieristica ucraina.

## Descrizione
Il museo ospita dodici sale che espongono molti reperti legati lagati sia alla storia della marineria e delle costruzioni navali sia della stessa storia cittadina.

### Esposizione
Tra le sale più importanti:
- Sala storica. Antichità e Rus' di Kiev con reperti sull'inizio della navigazione sul Dnipro, sul Bug Orientale, sul Mar Nero e il Mar Mediterraneo.[3]
- Diorama sul tema: Costruire le navi sull'ammiragliato di Mykolaiv nel primo quarto del XIX secolo.[3]
- Sala della Guerra di Crimea con cimeli storici come la bandiera navale di Sant'Andrea, cannoni navali, premi e documenti di marinai e veterani di guerra.[3]

Sono presenti inoltre il busto del marinaio Ignat Shevchenko, protagonista eroico durante la difesa di Sebastopoli, il modello della nave Novograd, i cannoni della flotta del Mar Nero, equipaggiamento navale di vario genere e una sezione dedicata alla flotta moderna che descrive le attività del più grande cantiere navale del Mar Nero.